# NGC 3321
NGC 3321 (NGC 3322) é uma galáxia espiral (Sc) localizada na direcção da constelação de Sextans. Possui uma declinação de -11° 38' 56" e uma ascensão recta de 10 horas, 38 minutos e 50,5 segundos.
A galáxia NGC 3321 foi descoberta em 1880 por Francis Leavenworth.